# Fuerzas Croatas de Defensa
Las Fuerzas Croatas de Defensa (en croata: Hrvatske Obranbene Snage, HOS) fue la unidad paramilitar del Partido Croata de los Derechos, este grupo luchó durante las guerras yugoslavas (que participó tanto en la Guerra Croata-Bosnia como en la guerra de Bosnia). Fue absorbida por las HVO en 1992.Tenía aproximadamente 10.000 soldados

## Origen
Las HOS fueron formadas por el líder del Partido por los Derechos, Dobroslav Paraga y por Ante Paradžik. Las HOS fueron formadas a priori para combatir las agresiones tanto serbias como bosnias en el territorio de la recientemente creada Croacia, y posteriormente en las batallas en Bosnia-Herzegovina. Los combatientes del HOS eran reconocibles por sus indumentarias con insignias y escudos negros, una clara herencia del legado de la Ustaše profascista.
El objetivo de las HOS era el de lograr una unión política entre Croacia y Bosnia-Herzegovina. Igualmente, su comandante en Bosnia-Herzegovina, Blaz Kraljevic, fue un convencido luchador que combatió por la integridad y soberanía del territorio de Bosnia-Herzegovina. Gracias a su apoyo incondicional a la lucha común apoyada entre bosníacos y bosniocroatas contra los serbios y por una Bosnia unida; y a su negativa a dividir el país entre los serbobosnios y los bosniocroatas, las HOS tuvieron una gran afluencia de combatientes bosníacos y enormes éxitos en los combates contra los combatientes serbios en Herzegovina.

## Historia
El papel de las HOS fue determinante en la toma de las ciudades de Mostar, Stolac, Neum y Capljina, en Herzegovina. En tan solo un día del mes de julio del 1992 se registra en la ciudad de Capljina el paso de 700 combatientes de las HVO a sus filas, gracias a sus éxitos operativos y a la filiación pro-bosnia de su bando. Sus equipamientos provinieron principalmente de lo adquirido en Argentina durante el gobierno de Carlos Menem entre 1990 y 1994 por el apoyo croata en el extranjero, fiel a su causa política.
Todos estos hechos les pusieron rápidamente en conflicto con el partido nacionalista croata en Bosnia (HDZ) y sus fuerzas armadas, las HVO; ya que Mate Boban, el nuevo líder de este partido apoyado por el presidente croata Franjo Tudjman, logró sustituir a Stjepan Kljuic, el líder electo; mediante diferentes estrategias al empezar la guerra. De hecho, poco después de comenzar la guerra de Bosnia, Mate Boban negoció con el líder serbobosnio Radovan Karadzic la división étnica de Bosnia-Herzegovina. Blaz Kraljevic denunció este hecho en una declaración pública escrita, en la cual hacía un llamado a todos los croatas y bosnios para no dejar que esta división se sucediese.
Ante este hecho, Mate Boban llamó a negociar a Kraljevic para reunirse con este en la ciudad de Mostar, y después de que Kraljevic durante esa negociación rechazara desarmar a los bosníacos de sus filas y ponerse bajo la dirección del HVO, a la vuelta acompañado de otros 8 oficiales del HOS, cae en una terrible emboscada del HVO en Krusevo.
El comandante de las HOS en Croacia, Ante Prkačin, se reunió con Mate Boban el 23 de agosto de 1992 y, tras el acto anterior, decidieron firmar un acuerdo bajo el cual, las unidades de las HOS en el territorio de Bosnia-Herzegovina se disolvieron, y así después del asesinato de su líder en Bosnia por parte del HVO, las unidades de las HOS fueron absorbidas en 1992 por las HVO, lideradas por Mate Boban. De esta manera no tendría ninguna oposición organizada de filiación croata en contra, cuando éste lanzó su ultimátum al Ejército de la República de Bosnia-Herzegovina en 1993.

## Símbolos
Las HOS tenían por estandarte una bandera negra con su emblema en el centro: un círculo con una triple entrecruz conteniendo una cuadrícula en su diseño (siendo blanco el primer cuadrado) sobre un fondo de color azul y blanco, y un triple zarzo de cuatro lados como símbolo; y sobre éste la inscripción "HOS" y debajo "HSP, Za dom spremni". Estos símbolos rememoran en ciertos aspectos a los que fueron usados durante la existencia del Estado Independiente de Croacia (NDH) durante la Segunda Guerra Mundial, y de quienes colaboraron con las fuerzas de ocupación alemanas e italianas. "Za dom spremni!" ("Por la patria, ¡listos!") fue el saludo oficial durante el NDH.